# Endolasia
Endolasia is een geslacht van vlinders van de familie snuitmotten (Pyralidae), uit de onderfamilie Phycitinae.

## Soorten
- E. melanodes (Hampson, 1930)
- E. melanoleuca Hampson, 1896
- E. transvaalica Hampson, 1926